# Oraesia serpens
Oraesia serpens là một loài bướm đêm trong họ Noctuidae.